# Iwan Tymko
Iwan Tymko (ukr. Іван Тимко; ur. 26 lipca 1979 w Kijowie) – ukraiński wioślarz.

## Osiągnięcia
- Mistrzostwa Świata – Eton 2006 – ósemka – 16. miejsce[1].
- Mistrzostwa Europy – Poznań 2007 – ósemka – 4. miejsce[1].
- Mistrzostwa Europy – Ateny 2008 – czwórka bez sternika – 6. miejsce[1].
- Mistrzostwa Świata – Linz 2008 – dwójka ze sternikiem – 6. miejsce[1].
- Mistrzostwa Świata – Poznań 2009 – czwórka bez sternika – 14. miejsce[1].
- Mistrzostwa Europy – Brześć 2009 – czwórka bez sternika – 4. miejsce[1].
- Mistrzostwa Europy – Montemor-o-Velho 2010 – czwórka bez sternika – 12. miejsce[1].